# Marcelo Javier Tempone
Marcelo Javier Tempone (Buenos Aires, 6 de setembre de 1962, és un jugador i entrenador d'escacs argentí, que té el títol de Mestre Internacional des de 1980.  Ha estat Campió del món sub-17 i Campió de l'Argentina.

## Resultats destacats en competició
Va guanyar el 1987 el Campionat argentí absolut disputat a Salta, i en la mateixa competició hi va empatar el primer lloc els anys 1983 i 1990, però va perdre el desempat amb Jorge Gómez Baillo i Guillermo Soppe respectivament.
Va guanyar el 1979 el Campionat del món cadet (sub-17) a Belfort, França, superant jugadors que després van ser part de l'elit dels escacs mundials com Nigel Short i Jaan Ehlvest. També ha disputat diversos cops el prestigiós Torneig d'escacs de Mar del Plata, el qual va aconseguir guanyar tres cops, els anys 1984,1989, i 1991. El 1986 va guanyar el XIIè Obert Internacional d'Escacs Vila de Sitges i el Circuit Català.
Va participar representant l'Argentina en dos Campionats Panamericans d'escacs per equips, 1987 i 1995, aconseguint en el primer, jugat a Junín, la medalla de bronze per equips i la medalla d'or individual en el primer tauler reserva, i en el segon, a Cascavel, la medalla de plata per equips i la medalla de plata individual al segon tauler reserva.